# Jade Pettyjohn
Jade Pettyjohn, all'anagrafe Jade Elizabeth Pettyjohn (Los Angeles, 8 novembre 2000), è un'attrice, cantante e modella statunitense, nota per aver interpretato McKenna Brooks in An American Girl: McKenna Shoots for the Stars e per quello di Summer nella sitcom School of Rock di Nickelodeon.

## Biografia
Jade Pettyjohn è nata l'8 novembre 2000 a Los Angeles in California (Stati Uniti d'America), dalla fotografa Jessica Pettyjohn e dal compositore Shiloh Pettyjohn.

## Carriera
Jade Pettyjohn prima della sua carriera cinematografica e televisiva, dall'età di sette anni, si è esibita a fianco di una compagnia di canto e ballo per bambini. Ha anche interpretato vari ruoli in diverse serie televisive, tra cui Revolution, Criminal Minds: Suspect Behavior, Grimm, United States of Tara, The Mentalist e Pure Genius.
Nel settembre del 2017 è stata confermata per interpretare la figlia di Laura Dern in un film del 2018 basato sul dramma del regista Ed Zwick.
Il suo ingaggio in Nickelodeon ha influito molto sulla sua carriera infatti molti suoi ruoli importanti sono tra cui Kat in Il mio amico è una bestia 2 (Rufus 2) e Summer in School of Rock (serie che le ha dato il maggior successo), ha contribuito anche in altre serie in cui ha dato piccoli contributi come Henry Danger e Nicky, Ricky, Dicky & Dawn.
Alla fine del 2018 è stata scelta per Deadwood: The Movie, nel ruolo di Caroline, una nuova arrivata nella città di Deadwood. L'anno successivo, nel 2019, è stata scritturata nella miniserie Tanti piccoli fuochi (Little Fires Everywhere) nel ruolo di Lexie Richardson, la figlia del personaggio di Reese Witherspoon. Nel giugno 2020 è stato annunciato che era stata scelto per la serie televisiva della ABC Big Sky, nel ruolo di Grace Sullivan che viene rapita insieme alla sorella maggiore Danielle (Natalie Alyn Lind).

## Filmografia

### Cinema
- Cowgirls 'n Angels - L'estate di Dakota (Dakota's Summer), regia di Timothy Armstrong (2014)
- Girl Flu., regia di Dorie Barton (2016)
- Shangri-La Suite, regia di Eddie O'Keefe (2016)
- La verità negata (Trial by Fire), regia di Edward Zwick (2018)
- Destroyer, regia di Karyn Kusama (2018)
- Seberg - Nel mirino (Seberg), regia di Benedict Andrews (2019)

### Televisione
- The Mentalist – serie TV, episodi 1x4 (2008)
- United States of Tara – serie TV, episodi 2x2-2x3 (2010)
- The Cape – serie TV, episodi 1x5 (2011)
- Criminal Minds: Suspect Behavior – serie TV, episodi 1x1 (2011)
- Grimm – serie TV, episodi 2x7 (2012)
- Lottare per un sogno (An American Girl: McKenna Shoots for the Stars) – film TV (2012)
- Revolution – serie TV, episodi 1x4-1x6-1x11 (2012-2013)
- Un desiderio per Natale (All I Want for Christmas), regia di Emilio Ferrari – film TV (2014)
- The Last Ship – serie TV, 6 episodi (2014-2015)
- Henry Danger – serie TV, episodi 1x10-2x2-2x3 (2014-2015)
- Nickelodeon's Ultimate Halloween Costume Party, regia di Lauren Quinn – film TV (2015)
- Superstars Super Christmas (Nickelodeon's Ho Ho Holiday), regia di Jonathan Judge – film TV (2015)
- Pure Genius – serie TV, episodi 1x7 (2016)
- Il mio amico è una bestia 2 (Rufus 2), regia di Savage Steve Holland – film TV (2017)
- Il mitico campo estivo (Nickelodeon's Sizzling Summer Camp Special), regia di Jonathan Judge – film TV (2017)
- Not So Valentine's Special, regia di Jonathan Judge – film TV (2017)
- Nicky, Ricky, Dicky & Dawn – serie TV, episodi 3x23-3x24 (2017)
- School of Rock – serie TV, 45 episodi (2016-2018)
- Kansas City, regia di Rhys Thomas – film TV (2018)
- Deadwood - Il film (Deadwood: The Movie), regia di Daniel Minahan – film TV (2019)
- The Righteous Gemstones – serie TV, episodi 1x4-1x7-1x9 (2019)
- L.A. Confidential, regia di Michael Dinner – film TV (2019)
- Tanti piccoli fuochi (Little Fires Everywhere) – miniserie TV, 7 episodi (2020)
- Big Sky – serie TV, 5 episodi (2020-2021)

### Cortometraggi
- Stranger, regia di Asa Holley (2009)
- Prodigal, regia di Benjamin Grayson (2011)
- S.H.M.I.L.U., regia di Thomas Knight Reign (2009)
- The Black Ghiandola, regia di Catherine Hardwicke, Theodore Melfi e Sam Raimi (2017)

### Videogiochi
- World of Final Fantasy (2016)

## Doppiatrici italiane
Nelle versioni in italiano delle opere in cui ha recitato, Jade Pettyjohn è stata doppiata da:
- Federica Mete in Fire Country[17], Doctor Odyssey
- Valentina Pallavicino in School of Rock, Il mio amico è una bestia 2[18][19]
- Sara Labidi in Henry Danger[20]
- Vittoria Rusalen in Girl Flu.[21]
- Beatrice Maruffa in Trial By Fire[22]
- Margherita De Risi in Deadwood - Il film[23]
- Joy Saltarelli in Tanti piccoli fuochi[24]
- Sara Giacopello in Monsters: la storia di Lyle ed Erik Menendez[25]

## Riconoscimenti
- Northeast Film Festival
  - 2017: Vincitrice come Miglior attrice protagonista in un cortometraggio per The Black Ghiandola
- Young Entertainer Awards
  - 2018: Candidata come Miglior Young Ensemble in una serie televisiva con Breanna Yde, Ricardo Hurtado, Lance Lim e Aidan Miner per la serie School of Rock